# Тірунелвелі (округ)
Тірунелвелі — округ в індійському штаті Тамілнаду. 

## Географія
Округ було утворено 1 вересня 1790 року. Адміністративний центр — місто Тірунелвелі. Площа округу становить 6191 км². 

## Демографія
За даними перепису населення 2001 року кількість жителів округу становила 2 723 988 осіб. Рівень писемності дорослого населення становив 76,1 %, що вище за середньоіндійський рівень (59,5 %). Доля міського населення становила 48 %.